# Rio Cantador
O Rio Cantador é um curso de água do arquipélago de São Tomé e Príncipe, localizado no distrito de Lembá, ilha de São Tomé, corre para Oeste até encontrar o Rio Água Seixas, de que é afluente.